# Varnostno-obveščevalna služba
Varnostno-obveščevalna služba (kratica VOS) je bila skrivna partijska oborožena formacija, ki jo je v okviru OF avgusta 1941 osnoval Centralni komite KPS. VOS je nastopala proti dejanskim in domnevnim nasprotnikom partizanskega gibanja. Med najvidnejšimi žrtvami VOS so bili predstavniki slovenskega predvojnega političnega življenja, učitelji, župani, oficirji, sodniki, duhovniki, člani Katoliške akcije, intelektualci, veliki kmetje, podjetniki in vsi, ki so odkrito nasprotovali komunistični ideologiji. VOS je v času celotne vojne likvidiral 519 oseb, ubitih je bilo tudi 157 pripadnikov VOS. 

## Organiziranost
VOS je vodil tričlanski kolegij, ki je bil februarja 1943 presnovan v Centralno komisijo VOS. Le-ta je ilegalno delovala v Ljubljani do maja 1943, delila pa se je na obveščevalno in varnostno službo. Obveščevalna služba se je delila na množično (široko razpredena mreža obveščevalec v vseh frontovskih in drugih protifašističnih organizacijah, vojaško (vodi, čete in bataljoni VOS) in specialno obveščevalno službo (v sovražnikovih vojnih poveljstvih, v okupacijski upravi, policiji ter drugih centrih in ustanovah).
Februarja 1943 je bila VOS reorganizirana ter razdeljena na dva osnovna in samostojna sektorja delovanja: terensko VOS ter obveščevalno službo NOV in POS. Civilni sektor na terenu je bil še naprej podrejen izključno Centralni komisiji VOS in njenim poverjeništvom, na čelu obveščevalnega sektorja v NOV in POS pa je bil glavni obveščevalni center (po kapitulaciji Italije: Obveščevalni oddelek) pri Glavnem poveljstvu NOV in POS. Oba sektorja VOS pa sta imela svoje obveščevalne in kontraobveščevalne organe.
Na I. zasedanju Slovenskega narodnoosvobodilnega sveta (SNOS) v Črnomlju februarja 1944 je bila VOS ukinjena, njeno vodstvo pa vključeno v Odsek za notranje zadeve pri Predsedstvu SNOS; maja istega leta pa je bil osnovan Oddelek za zaščito naroda - OZNA,  ki je prevzel večji del kompletne bivše VOS.
Obstoječe vojaške enote VOS so bile preurejene v enote vojske državne varnosti (VDV), ki je kot posebna oborožena sila NOV in POS za boj proti domobranstvu bila hkrati izvršilni organ Odseka za notranje zadeve pri predsedstvu SNOS. Brigade VDV so se kasneje preimenovale v KNOJ.

## Usmrtitve in žrtve
Pod streli VOS so padli mnogi znani Slovenci predvojnega časa: katoliški duhovnik in narodni buditelj ter sodelavec italijanske okupacijske oblasti Lambert Ehrlich, organizatorja nekomunističnega odpora poveljnik Slovenske legije Ivo Peršuh in Fanouš Emmer, pravnik, poveljnik kolaborantske milice pod italijanskim nadzorom MVAC in ban Dravske banovine Marko Natlačen, bankir in podjetnik, zaupnik italijanske okupacijske oblasti Avgust Praprotnik, katoliški študentski organizator in mladinski funkcionar pod italijansko okupacijo Jaroslav Kikelj, študentski mladinski funkcionar pod italijansko okupacijo Frančišek Župec, pesnik in član Katoliške akcije Lojze Grozde in številni drugi. Na VOS-ovem seznamu za usmrtitev sta bila tudi tedanji ljubljanski škof Gregorij Rožman in organizator slovenskega domobranstva Leon Rupnik. Na Rupnika so VOS-ovci poskušali izvršiti atentat že septembra 1941, vendar jo je general odnesel le z lažjimi poškodbami. Tako Rupnik kot Rožman sta kasneje odigrala vidno vlogo v organiziranju slovenskega protirevolucionarnega tabora.
Ocenjuje se, da je VOS skupaj z ostalimi partizanskimi enotami že v letu 1941 na ozemlju Ljubljanske pokrajine usmrtila vsaj 116 oseb, samo med marcem in avgustom 1942 pa vsaj še dodatnih 853 oseb (od tega 717 civilistov) .
Druga študija navaja, da so enote VOS s pomočjo posameznih partizanskih enot na osvobojenih ozemljih Dolenjske in Notranjske do konca julija 1942 usmrtile vsaj 941 domačih ljudi.

## Spletne povezave
- Pregled mrliških matičnih knjig za ugotovitev števila ter strukture žrtev druge svetovne vojne in neposredno po njej, http://www.dlib.si/details/URN:NBN:SI:DOC-WJ2TZO12
- Preverjanje seznamov žrtev druge svetovne vojne in neposredno po njej po matičnih knjigah, http://www.dlib.si/details/URN:NBN:SI:DOC-OOZOSDG4/?query=%27keywords%3dpreverjanje+%C5%BErtev+druge+svetovne+vojne%27&pageSize=25